# Відач (Кросненський повіт)
Відач (пол. Widacz) — село в Польщі, у гміні Мейсце-П'ястове Кросненського повіту Підкарпатського воєводства.
Населення — 707 осіб (2011).
У 1975-1998 роках село належало до Кросненського воєводства.

## Демографія
Демографічна структура станом на 31 березня 2011 року:
|          | Загалом | Допрацездатний вік | Працездатний вік | Постпрацездатний вік |
| -------- | ------- | ------------------ | ---------------- | -------------------- |
| Чоловіки | 336     | 65                 | 234              | 37                   |
| Жінки    | 371     | 81                 | 218              | 72                   |
| Разом    | 707     | 146                | 452              | 109                  |